# Viburnum rhytidophylloides
Viburnum rhytidophylloides är en desmeknoppsväxtart som beskrevs av Willem Frederik Reinier Suringar. Viburnum rhytidophylloides ingår i släktet olvonsläktet, och familjen desmeknoppsväxter. Inga underarter finns listade i Catalogue of Life.